# Máximo Diego Pujol
Máximo Diego Pujol es un guitarrista argentino de música clásica y compositor nacido en la Ciudad de Buenos Aires en diciembre de 1957. Realizó sus estudios en el Conservatorio Provincial Juan José Castro. Pujol realizó sus estudios instrumentales con Alfredo Vicente Gascón, Horacio Ceballos, Abel Carlevaro y Miguel Ángel Girollet. También estudió armonía y composición bajo la guía de Leónidas Arnedo y participó en clases magistrales y seminarios dirigidos por Antonio de Raco, Abel Carlevaro, y Leo Brouwer.
Pujol ha sido galardonado con numerosos premios en concursos nacionales e internacionales. Como compositor, trabaja a partir de la música clásica y los géneros musicales de su Argentina natal, especialmente las del área del Río de la Plata. 

## Discografía

### Máximo Pujol Trío
1. Tango de lejos
2. Sombrío
3. Pompeya
4. Palermo
5. Pedestre
6. Baldío
7. Caserío
8. Tangazo a medianoche
9. Falta envido
10. Truco
11. Sol de marzo

### Color Sepia
1. El arte de la milonga
2. Negro el 12
3. El gordo Arroyo
4. Al mango
5. milonga.net
6. Dale que va
7. Verde alma
8. Diez piezas fugaces
9. El cubanito
10. El regreso
11. Aire de antigua milonga
12. La Juana
13. Pasan y pasan
14. Cíclico
15. Eléctrico
16. La calesita
17. Buen augurio
18. Bailongo
19. Palermo

### Stella Australis
1. Tres piezas rioplatenses
2. Don Julián
3. Septiembre
4. Rojo y Negro
5. Cinco preludios
6. Preludio roquero
7. Preludio tristón
8. Tristango en vo
9. Curda tangueada
10. Candombe en mi
11. Sonatina
12. Allegro rítmico
13. Andante e molto legato
14. Allegro
15. Stella Australis

### A mi viejo
1. La yumba
2. Responso
3. Los mareados
4. Nostalgias
5. A fuego lento
6. La bordona
7. La última cita
8. Nunca tuvo novio
9. Gallo ciego
10. Pedacito de cielo
11. Romance de barrio
12. Milonga triste
13. Boedo
14. Garúa
15. María
16. Che, bandoneón
17. Sur
18. La última curda

### Piazzolla en seis cuerdas
1. Calambre
2. Soledad
3. Cuatro estaciones porteñas
4. Otoño porteño
5. Invierno porteño
6. Primavera porteña
7. Verano porteño
8. Milonga del ángel
9. Buenos Aires hora 0
10. Serie de María
11. Alevare
12. Tema de María
13. Milonga carrieguera
14. Poema valseado
15. Tangata del alba
16. Final
17. La muerte del ángel
18. Adiós Nonino

## Guitarras
- Francisco Estrada Gómez

- Roberto Tomasi

- Martín Arregui

- Fernando Rubin (el instrumento que lo acompaña en la actualidad)

## El Máximo Pujol Trío
El texto a continuación son declaraciones de  Máximo Diego Pujol acerca del Máximo Pujol Trío:
-"El Máximo Pujol Trío nace en el año 2010 a raíz de la necesidad de encontrar otra manera de decir la música que vengo escribiendo desde hace años. Significa también un desafío de poner a prueba todo este repertorio, colocándolo al alcance de un público amante de la música de Buenos Aires.
Justamente para darle este "otro color" a mi música es que elegí esta formación que es una de las formaciones originales en la historia del tango, y que me da la posibilidad de poner a la guitarra en una situación de diálogo con dos de los instrumentos emblemáticos del lenguaje tanguero. 
Para lograr esto tuve la suerte de contar con la participación de dos de los más importantes músicos del panorama tanguero de la actualidad: Eleonora Ferreyra en bandoneón y Daniel Falasca en contrabajo".

## Máximo Pujol y Carlos Wernicke, Dúo de Guitarras
El texto de a continuación son declaraciones de   Archivado el 8 de mayo de 2016 en Wayback Machine. acerca del Pujol Wernicke dúo:
-El dúo Pujol-Wernicke surge como consecuencia de muchos años de amistad entre quienes fueran maestro y discípulo, dando como resultado una coherencia que se hace perceptible tanto en la interpretación como en la complicidad musical. Además, proponen un repertorio original, que cuenta también con obras dedicadas de uno para el otro, piezas inéditas para dos guitarras, arreglos y transcripciones de tangos y de otras diversas músicas argentinas. Enlace al sitio oficial del dúo http://www.pujol-wernicke.com Archivado el 8 de mayo de 2016 en Wayback Machine.